# Echmea wstęgowata
Echmea wstęgowata (Aechmea fasciata) – gatunek rośliny z rodziny bromeliowatych (Bromeliaceae). Pochodzi z okolic Rio de Janeiro w Brazylii. Gatunek popularny i łatwy w uprawie. Rośliny zakwitają raz, wydając przez wiele miesięcy jasnofioletowe kwiaty wsparte barwnymi przysadkami. Po przekwitnieniu pęd kwiatowy powoli obumiera, lecz roślina wypuszcza 2-3 młode odrosty. Poza walorami ozdobnymi roślina oczyszcza powietrze formaldehydu z prędkością 3 μg/godz.
W naturalnych warunkach rośnie jako epifit w lasach górskich na wysokości od 500 do 1200 metrów. Kwitnie tylko w okresie dojrzałości, który osiąga w wieku od 2 do 5 lat, w zależności od warunków wzrostu.

## Morfologia
Roślina monokarpiczna. Osiąga wysokość od 50 do 80 cm (w zależności od światła). Liście dochodzą do 50 cm długości i 10 cm szerokości. Blaszki są łukowato wygięte i sztywne. Końcówki liści szeroko zaokrąglone. Krawędzie liścia ząbkowane, posiadają wcięcia o długości 4 mm i brzegi pokryte włoskami zatrzymującymi wodę. Kwiatostan osiąga 40 cm wysokości, jest gęsty i piramidalny. Kwiaty drobne, fioletowe, wsparte są fioletowymi, różowymi lub czerwonymi przysadkami. Owocem jest biała jagoda. Nasiona w kształcie wrzeciona mają około 2 mm długości.

## Uprawa
WymaganiaDobrze rośnie w miejscach zacienionych lub półcienistych, lecz aby rozkwitnąć, potrzebuje jasnego światła. Dla optymalnego wzrostu powinny być ustawione na oknach wschodnich, południowo-wschodnich, zachodnich i południowo-zachodnich. Wymaga temperatur z przedziału od 12 °C do 27 °C.
PielęgnacjaRoślinę należy podlewać umiarkowanie, zapewniając stałą wilgotność podłoża. W zimie ograniczać podlewanie. W okresie letnim środkową część rośliny najlepiej uzupełnić miękką wodą lub deszczówką o temperaturze nieco powyżej 18 °C. Wodę ze środka rozety należy wymieniać co około 3 tygodnie. W okresie zimowym należy usunąć wodę ze środka rośliny, gdyż może ją uszkodzić i spowodować obumieranie liści. Zalecane jest także co pewien czas usuwanie kurzu z powierzchni liści.
RozmnażanieEchmeę rozmnaża się poprzez odrosty lub nasiona. Kilkumiesięczne odrosty rozsadza się do osobnych doniczek. Roślina macierzysta powoli obumiera po przekwitnięciu.
Choroby i szkodnikiNajczęściej występującym szkodnikiem jest tarcznik i wełnowce.

## Galeria

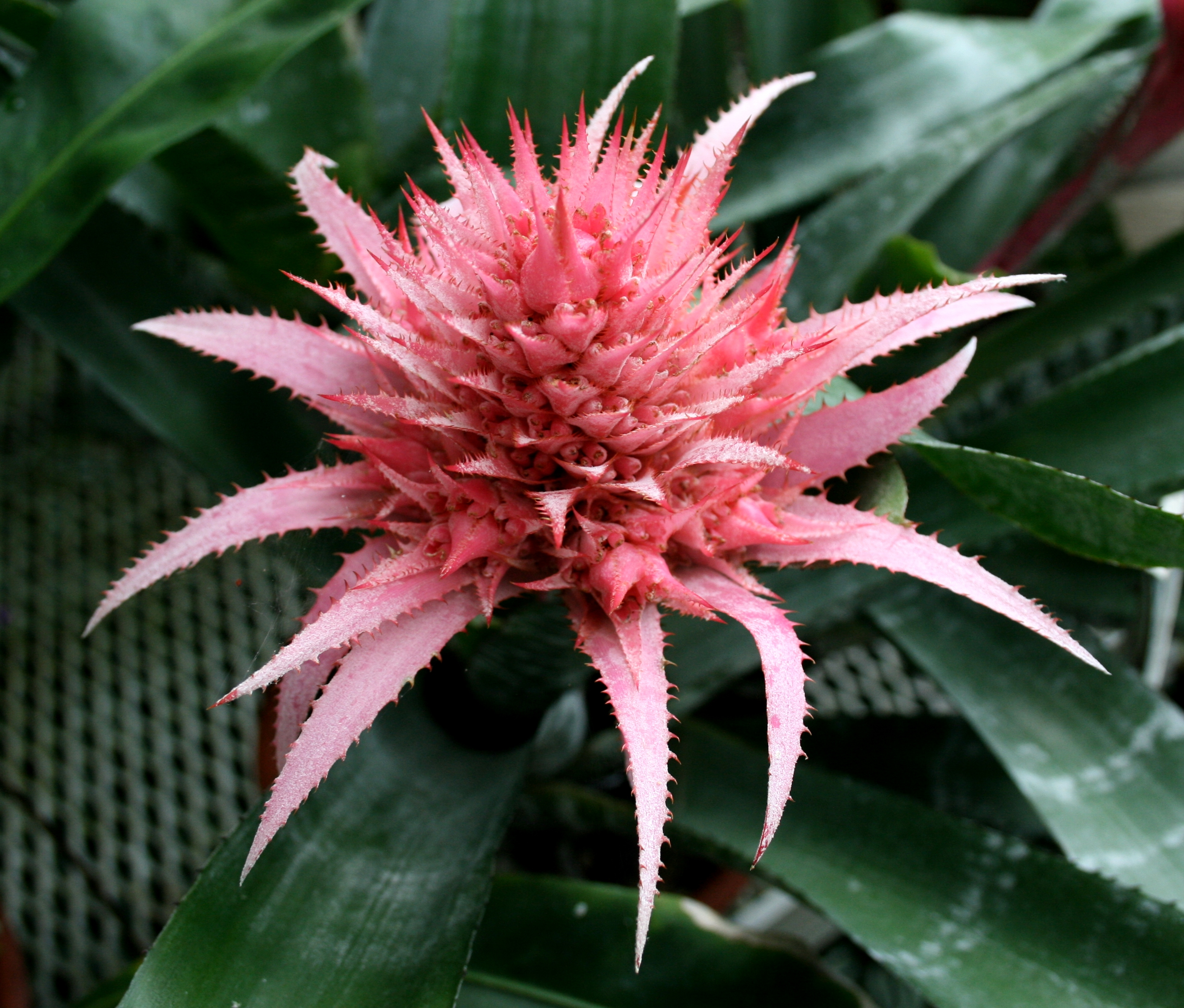
Kwiatostan z boku
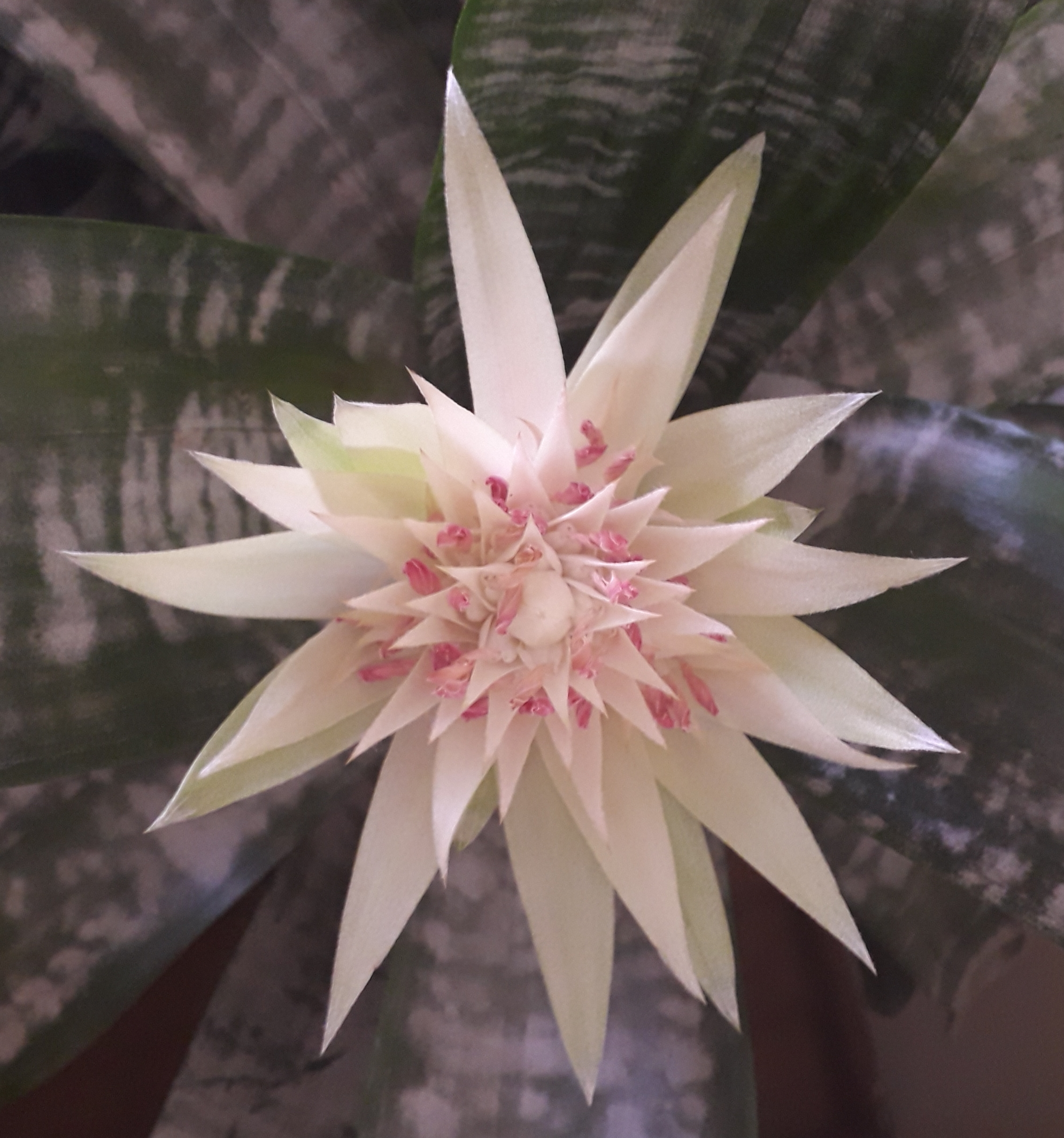
Kwiatostan z góry